# Rupt-sur-Saône
Rupt-sur-Saône é uma comuna francesa na região administrativa de Borgonha-Franco-Condado, no departamento de Alto Sona. Estende-se por uma área de 10,24 km². Em 2010 a comuna tinha 112 habitantes (densidade: 10,9 hab./km²).